# Chroniques de Huayang
 (avril 2017).
Si vous disposez d'ouvrages ou d'articles de référence ou si vous connaissez des sites web de qualité traitant du thème abordé ici, merci de compléter l'article en donnant les références utiles à sa vérifiabilité et en les liant à la section « Notes et références ».
Les Chroniques de Huayang (华阳国志 / 華陽國志, huáyáng guó zhì, Wade : hua-yang kuo chih, « annales du pays de Huayang » ou 华阳国记 / 華陽國記, huáyáng guó jì, Wade : hua-yang kuo chi, « mémoires du pays de Huayang »), sont le plus ancien index géographique d'une région chinoise connu à ce jour. Il a été compilé par Chang Qu (zh) (常璩, 291 － ~361, Cheng Han, période de la dynastie Jin (265 — 420)). Il transmet des informations sur l'histoire, la géographie et les gens de cette région. sous la Han orientaux (25 à 221).
Cette œuvre a été utilisée comme référence historique par l'historien Pei Songzhi de la Dynastie Liu-Song (420 — 479), dans ses annotations des Chroniques des Trois Royaumes, ainsi que par Li Xian (zh), de la dynastie Tang, dans ses commentaires sur le Livre des Han postérieurs.

## Contenu
Les Chroniques de Huayang comptent 12 volumes. Les quatre premiers portent sur l'histoire et les descriptions des anciennes états de la région, tandis que les chapitres suivants sont l'histoire chronologique de la région depuis la période des Han postérieurs à la période du Cheng Han, les derniers couvrant les biographies des hommes et femmes remarquables dans la région.
| N° du volume | Titre          | Traduction                                                                          | Notes |
| ------------ | -------------- | ----------------------------------------------------------------------------------- | --- |
| Volume 1     | 巴志           | Chroniques du Ba                                                                    | |
| Volume 2     | 漢中志         | Chroniques du Hanzhong                                                              | |
| Volume 3     | 蜀志           | Chroniques du Shu                                                                   | |
| Volume 4     | 南中志         | Chroniques du Nanzhong                                                              | Le Nanzhong s'appelait aussi "province de Ning". (寧州)                                                                  |
| Volume 5     | 公孫劉二牧志   | Biographies de Gongsun et des deux gouverneurs Lius                                 | Gongsun Shu, Liu Yan, Liu Zhang                                                                                          |
| Volume 6     | 劉先主志       | Biographie de l'Ancien Seigneur Liu                                                 | Liu Bei |
| Volume 7     | 劉後主志       | Biographie du Seigneur Tardif Liu                                                   | Liu Shan |
| Volume 8     | 大同志         | Chroniques de la Grande Communauté                                                  | Chroniques des événements de la fin de la période des Trois Royaumes et du début de la Dynastie Jin                      |
| Volume 9     | 李特雄期壽勢志 | Biographies de Li Te, Li Xiong, Li Qi, Li Shou et Li Shi                            | Li Te, Li Xiong, Li Qi, Li Shou, Li Shi                                                                                  |
| Volume 10    | 先賢士女總讚論 | Discussion générale sur les anciens dignitaires et les hommes et femmes exemplaires | Concerne un certain nombre de personnes notables ayant vécu avant le début de la Dynastie Jin                            |
| Volume 11    | 後賢志         | Biographies des dignitaires ultérieurs                                              | Concerne un certain nombre de personnes notables ayant vécu durant la Dynastie Jin                                       |
| Volume 12    | 序志           | Appendix                                                                            | Quelques hommes et femmes notables des provinces de Yi, Liang et Ning qui ont vécu sous la Dynastie des Han occidentaux. |